# Будинок вільної преси
Будинок вільної преси (рум. Casa Presei Libere) - будівля на півночі Бухаресту, Румунія , найвища споруда Румунії у 1956 - 2007.
На місці де у повоєнний час споруджено хмарочос, у 1905 році було побудовано іподром. Третину іподрому було знесено у 1950 році, решту закрито і знесено у 1960 році, після рішення Георге Георгіу-Деж.
Будівництво почалося у 1952 році і було завершено у 1956. Будівля отримала назву Combinatul Poligrafic Casa Scînteii "I.V.Stalin" і пізніше Casa Scînteii (Scînteia (Скинтея - Іскра) назва офіційного печатного органу  Румунської комуністичної партії), проект було розроблено архітектором Horia Maicu, в чистому (хоча порівняно у невеликих масштабах) стилі радянського соціалістичного реалізму, проект нагадує головну будівлю Московського державного університету і був призначений вмістити всі друкарні Бухареста, редакції і їх персонал.
Будинок має площу 280x260m, загальну площу - 32000 м² і об'єм 735 000 м³. Висота становить 91,6 м без телевізійної антени, яка має додаткові 12,4 м,  в результаті чого загальна висота до 104 м.
У 1952 - 1966, Casa Scînteii була зображена на зворотньому боці банкноти 100 леїв.
21 квітня 1960, гігантську статую В. І. Леніна, створену румунським скульптором Борисом Карега (Boris Caragea), було зведено перед будівлею. 3 березня 1990 статую було демонтовано після Румунської революції 1989 року На середину 2010-х постамент статуї все ще розташовано перед будівлею.
На початок ХХІ сторіччя будівля є редакцією багатьох видань бухарестської та загальнорумунської преси. Бухарестська фондова біржа (Bursa de Valori București, BVB) розташована в південному крилі.

## Галерея

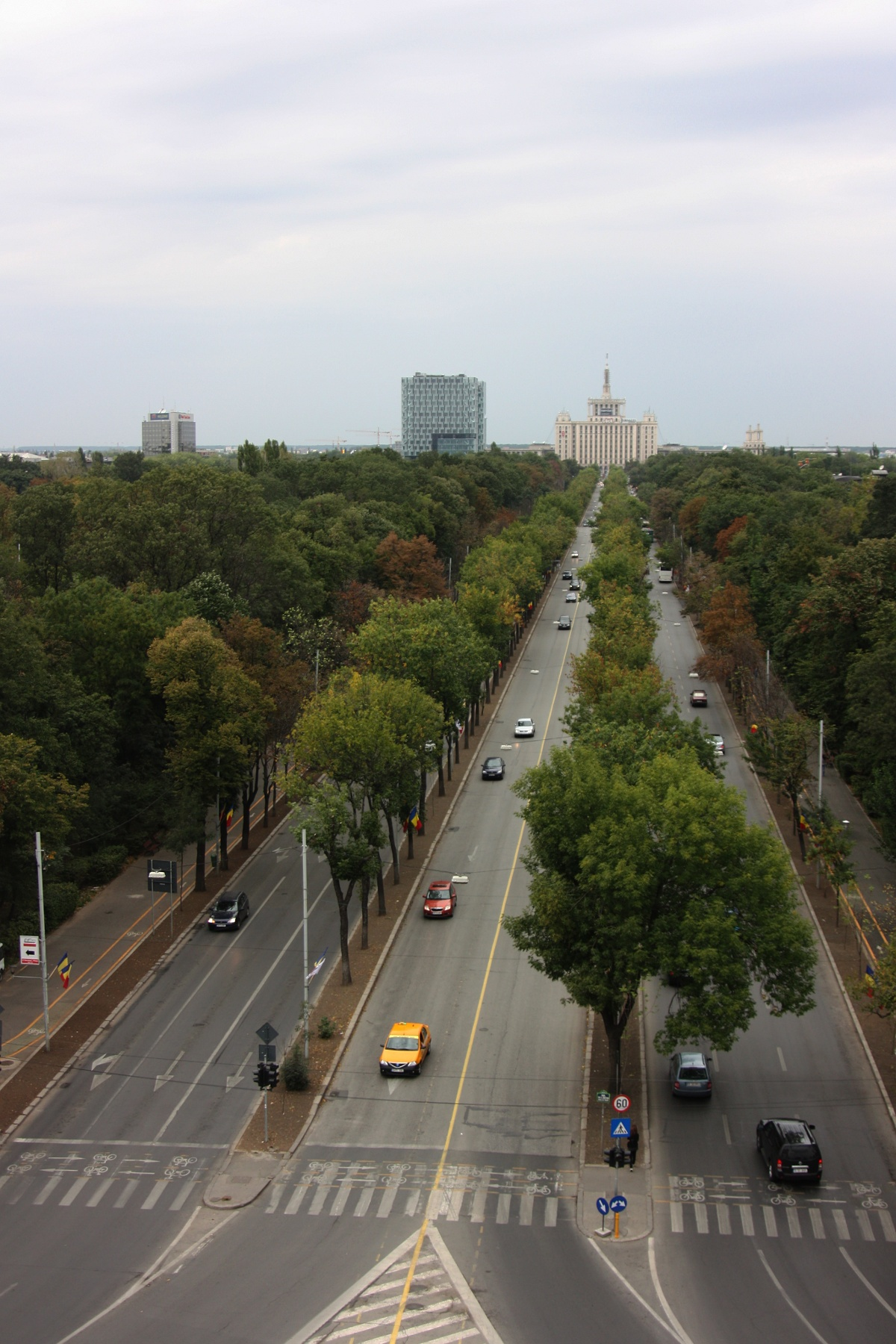
View from the Triumph Arch with the Kiseleff Boulevard and Casa Presei Libere
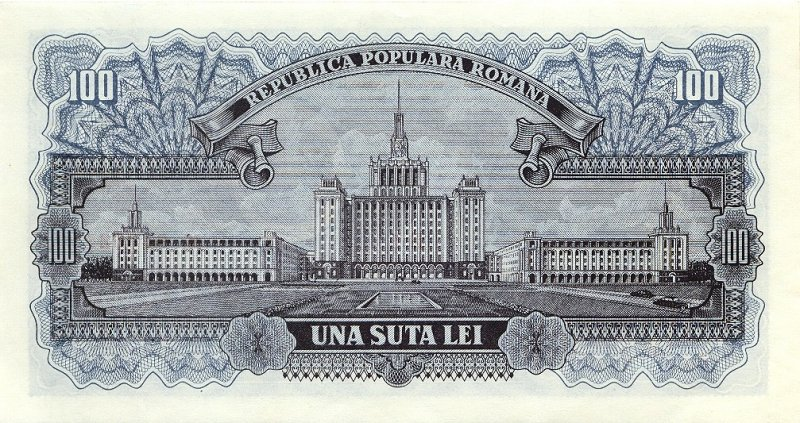
Casa Scînteii on the reverse of a 100-lei banknote, 1952

## Дивись також
- Сім сестер (Москва)
- Палац культури і науки
- Палац Парламенту

## Ресурси Інтернету
- Lucian Florea, Alina Gavrila (18 august 2007). „Casa Scînteii, la vârsta pensionării[недоступне посилання]”. Jurnalul Național
- Florentina Tone (8 iunie 2009). „Operațiunea «Casa Scânteii»”. Adevărul
- Florentina Tone (1 iulie 2009). „Adăposturi antiatomice și by-pass de metrou sub Casa Poporului”. Adevărul - arhiva1 - arhiva2[недоступне посилання з червня 2019]
- Florentina Tone (9 iunie 2009) „[https://web.archive.org/web/19980202221920/http://www.ad/